# Karel Schoeman
Karel Schoeman (Trompsburg, Estado Livre de Orange, 26 de outubro de 1939 – Bloemfontein, 1 de maio de 2017) foi um escritor sul-africano de língua afrikaans ou africâner.
Vários dos seus livros foram traduzidos para o alemão, francês, inglês, neerlandês e russo.
Morreu em 1 de maio de 2017, aos 77 anos. Ele, de forma voluntária, havia parado de se alimentar e desejava "por um fim à sua vida". Em uma carta escrita em 27 de abril e divulgada por seu advogado após a sua morte, Schoeman diz "não querer ver o próprio envelhecimento".

## Obras selecionadas

### Alemão
- In einem fremden Land (título original: 'n Ander land), traduzido do afrikaans por Gisela Stege, Knaus, Munique, 1993

### Francés
- En étrange pays (título original: ’n Ander land), traduzido a partir da versão inglesa por Jean Guiloineau, Robert Laffont 1991 e Éditions Phébus, Paris 2007.
- Tres contos, traduzidos do afrikaans por Pierre-Marie Finkelstein, foram publicados na revista Caravanes n° 8 (Éditions Phébus, Paris 2003)
- Retour au pays bien-aimé (título original: Na die geliefde land), traduzido do afrikaans por Pierre-Marie Finkelstein, Phébus, Paris 2004.
- La Saison des adieux (título original: Afskeid en Vertrek), traduzido do afrikaans por Pierre-Marie Finkelstein, Phébus, Paris 2006. Prix Amphi 2006.
- Cette vie (título original: Hierdie lewe), traduzido do afrikaans por Pierre-Marie Finkelstein, Phébus, Paris 2009. Prix du Meilleur livre étranger 2009.
- Des voix parmi les ombres  (título original: Hierdie lewe), traduzido do afrikaans por Pierre-Marie Finkelstein, Phébus, Paris 2014
- L'heure de l'ange  (título original: Die uur van die engel), traduzido do afrikaans por Pierre-Marie Finkelstein, Phébus, Paris 2018, Prix Transfuge du Meilleur roman africain 2018

### Inglês
- Promised Land (título original: Na die geliefde land), traduzido do afrikaans por Marion Friedmann, Julian Friedmann Publishers Limited, Londres 1978
- Another Country (título original: ’n Ander land), traduzido do afrikaans por David Schalkwyk, Sinclair-Stevenson, Londres 1991
- Take Leave and Go (título original: Afskeid en Vertrek), traduzido do afrikaans pelo autor, Sinclair-Stevenson, Londres 1992
- Miss Godby and the magistrate, extracto do romance Verliesfontein, in Michael Rice e Chris N. van der Merwe, A Century of Anglo-Boer War Stories, Jonathan Ball Publisher, Joanesburgo 1999
- This Life (título original: Hierdie lewe), traduzido do afrikaans por Elsa Silke, Human & Rousseau, Cidade do Cabo-Pretoria 2005

### Neerlandês
- Een ander land (título original: ’n Ander land), traduzido do afrikaans por Riet de Jong-Goossens, Uitgeverij Contact, Amsterdão 1993
- Merksteen: een dubbelbiografie (título original: Merksteen: 'n dubbelbiografie), traduzido do afrikaans por Riet de Jong-Goossens, Uitgeverij De Arbeiderspers, Amsterdão 2004
- Dit leven (título original: Hierdie lewe), traduzido do afrikaans por Rob van der Veer, Brevier Uitgeverij, Kampen 2014

### Russo
- В родную страну (título original: Na die geliefde land), traduzido do afrikaans por A. K. Slavinska, Edições do Progresso, Moscovo 1978